# Psychologisches Kapital
Psychologisches Kapital ist ein Führungskonzept, mit dem folgender Anspruch verbunden ist: Die Steuerung bzw. Gestaltung des „Psychologischen Kapitals“ hilft Führungskräften, relevante Geschäftsergebnisse effektiver und effizienter zu erreichen als durch „herkömmliche“ Führungskonzepte. Es liegt inzwischen eine Vielzahl von Belegen für die Bestätigung dieses Anspruches vor.
Der Begriff „Psychologisches Kapital“ wurde vom US-amerikanischen Managementwissenschaftler und -berater Fred Luthans geprägt und erstmals im Jahr 2004 mit dem Artikel „Human, Social, and Now Positive Psychological Capital Management: Investing in People for Competitive Advantage“ einer größeren Öffentlichkeit vorgestellt.
Das Psychologische Kapital besteht laut Luthans et al. aus vier Komponenten – aus Ressourcen, die dem Individuum im Berufs- wie auch im Privatleben zur Verfügung stehen:
- Selbstwirksamkeit: Man ist von den eigenen Fähigkeiten überzeugt.
- Hoffnung: Man hält an gesteckten Zielen fest.
- Optimismus: Man blickt zuversichtlich in die Zukunft und glaubt an seinen Erfolg.
- Resilienz: Man bewältigt Probleme und überwindet Hürden (Widerstandsfähigkeit).

## Psychologisches Kapital als Konzept des „Positive Organizational Scholarship“
Unter „Positive Psychology Movement“ wird eine Bewegung innerhalb der akademischen Psychologie bezeichnet, die sich zur Aufgabe gemacht hat, Konzepte zu erforschen, welche die positiven Seiten, Stärken und Fähigkeiten von Individuen und Gruppen beschreiben: Inzwischen wurde begonnen, diese Überlegungen in organisationale Kontexte – auf verschiedenen Emergenzebenen – zu übertragen. Hieraus entstanden dann unterschiedliche Begriffe in Abhängigkeit von der betrachteten Ebene „positive organizational behavior“ (meist individuelle oder auch Teamebene), „positive organizational scholarship“ (meist Organisationsebene) oder aber auch Konzepte wie „positive management“ oder „positive leadership“.
Die zentrale Annahme hierbei ist, dass solche positiven Konzepte als organisationale Ressource aufgefasst werden können, deren Berücksichtigung bzw. Gestaltung einerseits zu höherer Effektivität und Effizienz beitragen und andererseits einen wichtigen Beitrag zur Erreichung der Humanziele einer Organisation leisten. Von besonderer Bedeutung sind die Kriterien, denen ein solches positives Konzept genügen muss:
1. Es muss neuartig sein, das heißt, es darf nicht bereits etablierten Konzepten entsprechen.
2. Es muss messbar sein.
3. Es muss zur (individuellen bzw. organisationalen) Leistungssteigerung beitragen.
4. Die Eigenschaften oder Verhaltensweisen, die das Konzept beschreibt, müssen veränderbar sein, d. h. sie können gelernt oder entwickelt werden.

Die Anwendung dieser Kriterien stellt somit sicher, dass solche Konzepte sowohl wissenschaftlichen (Objektivität, Reliabilität und Validität) wie auch praxisbezogenen Anforderungen (Veränderbarkeit bzw. Gestaltbarkeit sowie Nutzenorientierung) genügen. Das Führungskonzept des „Psychologischen Kapitals“ erfüllt diese Kriterien.

## Psychologie und Kapital
Möglicherweise ist es ungewohnt, den Begriff „Kapital“ in einem engen Zusammenhang mit „Psychologie“ zu sehen. Daher soll dies etwas näher erläutert werden.

### Erste Annäherung: Kapital als Mittelherkunft
Grundsätzlich ist bekannt, dass der Kapital-Begriff in der Bilanz die Summe aller von den Kapitalgebern zur Verfügung gestellten finanziellen Mittel darstellt. Hiermit wird angezeigt, woher die Mittel für die Vermögensgüter gekommen sind (Mittelherkunft). Zudem wird es seiner Herkunft entsprechend in Eigenkapital und Fremdkapital gegliedert. Diese Idee der Mittelherkunft steckt auch in dem Begriff „Psychologisches Kapital“. Luthans ging es unter anderem darum, die „Herkunft“ von Motivation, Engagement, Leistung und Gesundheit – also deren Ursprünge – aus psychologischer Perspektive besser verstehen und somit gestalten zu können. Der Begriff „Kapital“ – im Sinne von Herkunft – bezieht sich somit einerseits auf die individuellen Voraussetzungen auf Mitarbeiter- und Führungskräfteseite, andererseits auf deren Veränderbarkeit bzw. Förderbarkeit und letztlich auf die hierfür günstigen organisationalen Rahmenbedingungen. Verlässt man diese rechnungslegungsbezogene Perspektive dieser Betrachtung, so bietet es sich an, von „psychischen Ressourcen“ zu sprechen.

### Zweite Annäherung: Kapital als soziale Ressource
Der Begriff „Kapital“ hat – über die Ökonomie hinaus – weiterführende Interpretationen erhalten. Der Soziologe Pierre Bourdieu bezeichnet als Kapital allgemein die Ressourcen, die den Menschen für die Durchsetzung ihrer Ziele zur Verfügung stehen, also die Voraussetzungen, die sie mitbringen, um ihre Position im sozialen Leben zu verbessern. Er diskutiert folgende Formen von Kapital: ökonomisches Kapital, kulturelles Kapital, soziales Kapital und symbolisches Kapital. Der Begriff „Psychologisches Kapital“ lässt sich somit auch als Erweiterung dieser Überlegungen auffassen: Selbstwirksamkeit, Hoffnung, Optimismus und Resilienz sind Ressourcen, die dem Individuum im Privat- wie auch im Berufsleben zur Verfügung stehen.

### Dritte Annäherung: Ressourcen und Wettbewerbsfähigkeit
Verbleibt man bei der betriebswirtschaftlichen Optik und geht der Frage nach, von welchen Einflussfaktoren die Wettbewerbsfähigkeit eines Unternehmens abhängt, so findet man – in historischer Betrachtung – folgende Perspektiven:
- Die – aus der Volkswirtschaftslehre abgeleitete – ökonomische Betriebswirtschaftslehre weiß – aufbauend auf den Überlegungen von Adam Smith im ausgehenden 18. Jahrhundert – von der Notwendigkeit, erfolgreiche Unternehmensführung mit dem Management von Sach- und Finanzanlagen („ökonomisches Kapital“) zu verbinden.
- Seit Beginn der 1960er Jahre wurde – wiederum zunächst aus volkswirtschaftlicher Sicht – die Frage nach der Bedeutung von (zunächst formaler) Bildung für den gesamtwirtschaftlichen Wohlstand zu beantworten versucht. Diese mit dem Konzept des Humankapitals verknüpften Überlegungen wurden sehr schnell in der Betriebswirtschaftslehre adaptiert – erste Überlegungen nach Weiterbildungsrendite und der Finanzierung von Weiterbildung wurden beantwortet.[9]
- Weitere 20 Jahre später wurden sowohl in der ökonomischen wie auch der verhaltenswissenschaftlichen Betriebswirtschaftslehre in Bezug auf die Frage des Wertes von Beziehungen und Netzwerken Anleihen aus der Soziologie vorgenommen – die Beschäftigung mit dem Konzept des Sozialkapitals war geboren.[10]
- Mit der Zunahme der Bedeutung immaterieller Wertschöpfung für den Unternehmenserfolg versucht man seit Mitte der neunziger Jahre mittels des Konzepts des Intellektuellen Kapitals, den Beitrag von Human-, Organisations- und Beziehungskapital für den Unternehmenserfolg zu berücksichtigen. Die zunehmende Berücksichtigung des Instruments „Wissensbilanzierung“ kann dies entsprechend verdeutlichen.[11]
- Last not least wurde – aufbauend auf den Überlegungen der Positiven Psychologie – die Frage nach der Bedeutung und des Wertes der Identität der Organisationsmitglieder für den Unternehmenserfolg gestellt.

Somit war der Begriff des Psychologischen Kapitals geboren.
Die Frage nach der Nachhaltigkeit des Unternehmenserfolges wurde vergleichsweise spät beantwortet: Beginnend mit dem marktorientierten Ansatz von Porter, in dessen Mittelpunkt die „richtige“ Branchenauswahl steht, über die ressourcenorientierten Ansätze, von denen das Konzept der Kernkompetenzen sich auch in der Praxis durchgesetzt hat, besteht heute Konsens darüber, dass eine Ressource folgenden Kriterien genügen muss, wenn sie einen Beitrag zu einem nachhaltigen Unternehmenserfolg leisten können soll: Einzigartigkeit, Knappheit, mangelnde Substituierbarkeit bzw. Imitierbarkeit, Kumulierbarkeit, Verknüpfbarkeit mit anderen Ressourcen, Erneuerbarkeit. Eine entsprechende Analyse verdeutlicht, dass es gerade die vier Komponenten des Psychologischen Kapitals sind, die am stärksten die Kriterien einer nachhaltigen Wettbewerbsfähigkeit erfüllen.

## Die Komponenten des Psychologischen Kapitals

### Selbstwirksamkeit
Selbstwirksamkeit kann zusammenfassend als Fähigkeit definiert werden, eine bestimmte Aufgabe meistern zu können, ohne sich hierbei mit anderen vergleichen zu müssen. Diese Fähigkeit basiert auf der Überzeugung,
- sich motivieren,
- die eigenen mentalen Ressourcen aktivieren, und
- die angemessenen Verhaltensweisen auswählen zu können,

um innerhalb eines spezifischen Kontextes erfolgreich handeln zu können.
Personen mit hoher Selbstwirksamkeit unterscheiden sich von anderen Personen in Bezug auf die folgenden Merkmale:
- Sie setzen sich höhere Ziele und wählen von sich aus anspruchsvollere Aufgaben.
- Sie werden durch Probleme motiviert.
- Sie sind zu einem hohen Maß intrinsisch motiviert.
- Sie strengen sich genügend an, um die gesetzten Ziele tatsächlich zu erreichen.
- Das Erleben von Hindernissen stachelt das eigene Durchhaltevermögen an.

### Hoffnung
Deutlich wird Hoffnung dann, wenn die Eintreffenswahrscheinlichkeit der „besseren Zukunft“ gering ist, ihre Realisierung also sehr große Anstrengungen oder Hilfe von außen erfordert – und trotzdem zu realisieren versucht wird.
Hoffnung lässt sich anhand von drei Dimensionen beschreiben:
- Die emotionale Komponente vermittelt Gefühle von Kraft, Mut, Vertrauen und Zuversicht.
- Die motivationale Komponente führt zu einem „Sich behaupten-Wollen“, zu einem „Nicht aufgeben-Wollen“.
- Die kognitive Komponente, die ein „Sich auf die Zukunft-Beziehen“, ein „Auf positive Ziele-Konzentrieren“ enthält.

Hoffnung ist eng mit dem Bewusstsein der Kontinuität der eigenen Person in der Zukunft verknüpft. Sie dient als Puffer gegen Resignation und Verzweiflung und ist eine Ressource für aktive Bewältigungsversuche bei Belastungen. Hoffnung hat also nichts mit Wunschdenken, positiven Einstellungen, emotionalen Höhepunkten oder Illusionen zu tun. Vielmehr steht Hoffnung in engem Zusammenhang damit, dass man an seinen gesteckten Zielen festhält – auch wenn Widerstände auftauchen.
Man hat herausgefunden, dass sich Menschen mit hohem Hoffnungsniveau anhand folgender Merkmale beschreiben lassen:
- Sie sind entschlossen, ihre Ziele zu erreichen, und sie glauben, dies auch zu schaffen.
- Sie machen sich Gedanken über Mittel und Wege, um diese Ziele zu erreichen.
- Sie entwickeln entsprechende Pläne und Strategien, um dies auszuführen.
- Sie haben grundsätzlich eine positive Einstellung gegenüber der Zukunft.
- Sie sind zuversichtlich und können etwas auch dann noch positiv sehen, wenn es für andere negativ erscheint.
- Sie hoffen das Beste für die Zukunft und tun ihr Mögliches, um ihre Ziele zu erreichen. Dabei haben sie ein klares Bild, was sie sich für die Zukunft wünschen und wie sie sich die Zukunft vorstellen.
- Wenn einmal etwas nicht klappt, versuchen hoffnungsvolle Menschen trotz Herausforderungen oder Rückschlägen, positiv in die Zukunft zu blicken.

### Optimismus
Optimismus ist hier wie folgt zu verstehen: Es geht nicht nur um die Überzeugung, dass sich in Zukunft positive Dinge einstellen werden, sondern insbesondere darum, wie diese Erwartung begründet, also attribuiert wird. Man kann beispielsweise sehr viel Zeit mit dem Ausmalen einer positiven Zukunft – einer Karriere – verbringen, doch kann das Zustandekommen dieser Karriere in optimistischer – oder eben auch in pessimistischer – Art und Weise erklärt werden: „Ich bin für das Zustandekommen der angestrebten positiven Zukunft maßgeblich selbst verantwortlich“ – im Gegensatz zu: „Ich kann nichts tun, um das Zustandekommen einer negativen Zukunft zu vermeiden“.
Personen mit hohem Ausmaß an Optimismus unterscheiden sich von anderen Personen in Bezug auf die folgenden Merkmale:
- Optimisten schaffen sich „selbsterfüllende Prophezeiungen“. Das heißt, ihre hohen positiven Erwartungen werden oftmals bestätigt. Dieser Lernprozess ist wiederum die Basis für weitere positive Erwartungen.
- Optimisten erleben die Welt als stärker kontrollierbar. Insbesondere scheint dabei die Überzeugung eine Rolle zu spielen, dass diese Kontrolle in der eigenen Hand liegt. Wer glaubt, Kontrolle über seine Umwelt zu haben, kann auch sein Schicksal in die Hand nehmen.
- Optimisten verwenden vor allem aktive, problemorientierte Bewältigungsstrategien: Sie konfrontieren sich mit den Hürden des Lebens und lernen somit, diese besser zu bewältigen. Pessimisten verwenden eher vermeidende Strategien, was dazu führt, dass sie sich an Stresssituationen schlechter anpassen.
- Pessimisten verwenden eher emotionale Bewältigungsformen: Sie grübeln eher, kritisieren sich eher selbst, ziehen sich zurück und gehen ihre Probleme oft nicht an. Optimisten passen ihre Bewältigungsstrategien hingegen flexibel an die Situation an.
- Optimisten befürchten nicht, abgewiesen zu werden. Sie suchen soziale Unterstützung daher aktiv auf. Soziale Unterstützung stellt einen „Puffer“ dar, der sich in stressreichen Zeiten bemerkbar macht. Optimisten sind für ihre Mitmenschen „leichter zu ertragen“ und weniger feindlich und zynisch.
- Optimisten können sich somit der Unterstützung ihres sozialen Umfelds sicherer sein, da hier die Menschen ihnen gegenüber freundlicher und offener sein können.
- Das bessere Wissen über die Bewältigungsmöglichkeiten von Krisen macht Optimisten in schwierigen Zeiten „härter im Nehmen“. Daher ist es wichtig zu wissen, seine Stärken zu kennen – man muss wissen, wann man was tun muss.

### Resilienz
Der Begriff Resilienz beschreibt die Fähigkeit eines Menschen, sich in bedrohlichen Situationen anzupassen und sie bewältigen zu können. Resilienz ist nicht als starres, fixiertes Persönlichkeitsmerkmal des Individuums zu sehen, sondern als flexible Widerstandsfähigkeit, die den jeweiligen Umständen angepasst ist. Somit bedeutet Resilienz die Fähigkeit bzw. die Ressource eines Individuums, trotz Risiken oder Traumata die normale Entwicklung und Funktionsfähigkeit aufrechtzuerhalten oder wiederherstellen zu können. Demnach kann ein Individuum, das als Charaktereigenschaft eine hohe Resilienz aufweist, Not und Elend standhalten oder sich nach einschneidenden Erlebnissen von diesen schnell wieder erholen.
Personen mit hoher Resilienz unterscheiden sich von anderen Personen in Bezug auf die folgenden Merkmale:
- Sie strahlen Optimismus und Zuversicht aus.
- Sie zeigen eine hohe Bereitschaft, Situationen gründlich zu analysieren.
- Sie wirken insgesamt balanciert und im Reinen mit sich selbst.
- Sie sind gelassen.
- Sie haben klare Ziele vor Augen und verfolgen diese konsequent und mit viel Disziplin.
- Sie sind empathisch und können sich zurücknehmen, um dem anderen genau zuzuhören.
- Sie haben Humor und akzeptieren die negativen Seiten des Lebens als etwas Gegebenes, was zum Leben dazugehört.

## Ergebnisse: Nutzen für die Führungspraxis
Der Nutzen von Psychologischem Kapital lässt sich anhand einer Vielzahl von empirischen Studien belegen. und ist entsprechend auch Gegenstand der wirtschaftswissenschaftlichen Literatur. Daneben wird das Psychologische Kapital auch im Rahmen des Betrieblichen Gesundheitsmanagements aufgegriffen.

### Effekte auf Leistungsvoraussetzungen
Eine Erhöhung des Psychologischen Kapitals hat positive Auswirkungen auf
- die emotionale Ebene (Wellbeing, Happiness)
- die Gesundheit
- die Arbeitszufriedenheit
- die Entwicklung eigener Kompetenzen
- das Engagement
- das Organizational Citizenship Behavior

Die Entwicklung des Psychologischen Kapitals trägt zudem dazu bei, eine Reihe unterschiedlicher Leistungshürden zu beseitigen. Insbesondere sind hier die
- emotionale Ebene (Zynismus, Depersonalisierung)
- Gesundheitsebene, und die
- Verhaltensebene – hier insbesondere Kündigungsbereitschaft und aktive Jobsuche

zu benennen.

### Effekte auf leistungsbezogene Ergebnisse
Eine Erhöhung des Psychologischen Kapitals hat zusammengefasst positive Auswirkungen auf
- die individuelle Leistung
- die Leistung der Organisationseinheit
- Freisetzung von Ressourcen im Sinne einer produktiven Absicht
- Steigerung der Produktivität
- Verringerung des Arbeitsaufwandes durch eine funktionierende Arbeitseinheit
- Verbesserte Koordination von Tätigkeiten zwischen Teammitgliedern und Arbeitsgruppen
- Verbesserung der Stabilität der organisationalen Leistung
- Verbesserung der organisationalen Leistungsfähigkeit

### Meta-Analyse
Neben einer Vielzahl von Einzelfallstudien, Querschnitts- und Längsschnittsstudien (siehe oben) ist die Meta-Analyse von Avey et al. von besonderer Bedeutung. Diese Meta-Analyse basiert auf 51 unabhängigen Studien, an denen insgesamt 12.567 Personen beteiligt waren. Die Zielsetzung bestand darin herauszufinden, welche generalisierbaren Effekte das Psychologische Kapital aufweist. Insgesamt wurde Folgendes deutlich:
Das Psychologische Kapital trägt dazu bei,
- die Arbeitszufriedenheit, das Commitment zur Organisation und das allgemeine Wohlbefinden („Wellbeing“) in einem hohen Maße positiv zu beeinflussen.
- Kündigungsabsichten und das Erleben von Stress und Angst zu reduzieren.
- das Leistungsniveau der Mitarbeiter zu fördern – und zwar unabhängig davon, wie dieses gemessen wird.
- die Bereitschaft der Mitarbeiter, Leistungen über das Erwartete hinaus zu erbringen („Organizational Citizenship Behavior“) zu erhöhen und umgekehrt verhindert, dass Leistungsdefizite entstehen.

### Zur besonderen Rolle der Führungskräfte
Walumbwa et al. haben 79 Dienstgruppen- und Dienststellenleiter der Polizei und ihre 264 Mitarbeiter nach ihrem Psychologischen Kapital, dem allgemeinen Serviceklima der Dienststelle und nach der Arbeitsleistung befragt. Beim Serviceklima wurde geprüft, welchen Stellenwert Arbeits- und Servicequalität in der täglichen Arbeit haben. Die Arbeitsleistung der Mitarbeiter wurde von deren direkten Vorgesetzten beurteilt. Hier wurde Folgendes deutlich:
- Diejenigen Führungskräfte, die selbst über ein höheres Ausmaß an Psychologischem Kapital verfügten, waren in der Lage, die Selbstwirksamkeit, das Hoffnungs- und Optimismusniveau wie auch die Resilienz ihrer Mitarbeiter zu stärken.
- Dies hatte zudem zur Folge, dass sich die Servicequalität und die Leistung der Mitarbeiter verbesserten.
- Man kann also festhalten, dass das Psychologische Kapital der Mitarbeiter als eine Art „Mittler“ zwischen Führungskraft und Arbeitsleistung aufgefasst werden kann. Nur wenn es der Führungskraft gelingt, dass die Teammitglieder optimistisch und widerstandsfähiger werden, arbeiten sie auch besser.

Die Autoren kommen zu folgenden Schlussfolgerungen für die Führungspraxis:
- Wenn Führungskräfte leistungsfähigere Mitarbeiter haben wollen, müssen sie Vorbild sein: Sie müssen vorleben, wie man auf seine Stärken – auf sein Psychologisches Kapital – baut.
- Konsequenterweise sollten Führungskräfte danach ausgewählt werden, in welchem Umfang sie Psychologisches Kapital mitbringen.
- Kurz und knapp: Ohne Vorbild kein Psychologisches Kapital bei den Mitarbeitern und somit keine Leistungssprünge!

Betrachtet man diese Ergebnisübersicht, so kann festgehalten werden, dass die Erwartungen, die mit der Entwicklung des Konzepts des „Psychologischen Kapitals“ verbunden waren, als erfüllt betrachtet werden können: Es steht mit einer Vielzahl von individuellen und organisationalen Leistungskriterien in Verbindung und kann somit als wichtiger Treiber für den Unternehmenserfolg aufgefasst werden.

## Offene Fragen

### Psychologisches Kapital – mehr als seine Komponenten?
Es macht dann Sinn, von einer übergeordneten Variablen „Psychologisches Kapital“ zu sprechen, wenn es gelingt zu zeigen, dass diese Variable einen höheren Nutzen mit sich bringt als die Verwendung seiner Komponenten. Dies kann durch entsprechende statistische Analysen gezeigt werden: Die Variable „Psychologisches Kapital“ ist besser in der Lage, relevante Größen wie Leistung, Zufriedenheit oder Gesundheit besser vorherzusagen als seine Komponenten. Dies konnte Luthans anhand einer Vielzahl von Studien eindrücklich nachweisen.

### Psychologisches Kapital: stabiles Persönlichkeitsmerkmal oder entwickelbare Ressource?
In der Persönlichkeitspsychologie wird zwischen zwei „Typen“ von Variablen unterschieden: Unter „trait“ versteht man stabile, nur schwer veränderbare Persönlichkeitsmerkmale, wohingegen „state“ Merkmale bezeichnet, deren Ausprägung in Abhängigkeit von der Situation variiert: Luthans et al. schlagen hierfür ein Kontinuums-Modell vor. Auf den Extremen sind jeweils State und Trait positioniert. Kriterien der Unterscheidung sind die relative Stabilität gemessen an ihrer „Offenheit für Veränderung und Entwicklung“. Auf diesem Kontinuum würden sich, in ihrer Argumentation, die verschiedenen Variablen unterschiedlichen Niveaus zuordnen lassen. Somit wäre die Einordnung des Psychologischen Kapitals klar und eindeutig abgrenzbar
- „States“: sehr starker Momentbezug, instabil und unterliegen schnellen Veränderungen, wie z. B.: positive Stimmung, Glücklich sein.
- „State-ähnlich“: relative Zeitstabilität und offen für Entwicklungen; dieses Konstrukt kann mehr beinhalten als Hoffnung, Resilienz, Selbstwirksamkeit und Optimismus. Weisheit, Dankbarkeit, Courage etc. weisen ähnliche Eigenschaften auf.
- „Trait-ähnlich“: relativ stabil und schwer zu ändern. Hierunter fallen Persönlichkeitseigenschaften sowie Stärken. Konstrukte auf dieser Ebene wären die „Big five“ und „character, strengths and virtues“.
- „Traits“: sehr stabil, sehr schwer zu verändern. Beispiele wären Intelligenz, Talent und positive vererbbare Merkmale.

Da sich das Psychologische Kapital in der Forschung als state-ähnlich herausgestellt hatte, konnten nun auch die Entwicklung und Umsetzung von Interventionsmaßnahmen und Trainingsprogrammen zu seiner Entwicklung in den Fokus des Interesses rücken.